# Calzada de Don Diego
Calzada de Don Diego település Spanyolországban, Salamanca tartományban. Calzada de Don Diego Matilla de los Caños del Río, Robliza de Cojos, Canillas de Abajo, Barbadillo, Galindo y Perahuy és Carrascal de Barregas községekkel határos. Lakosainak száma 131 fő (2024).

## Népesség
A település népessége az elmúlt években az alábbi módon változott:
| Lakosok száma | 248  | 224  | 199  | 207  | 199  | 192  | 170  | 152  | 140  | 131  |
|               | 2001 | 2004 | 2007 | 2009 | 2012 | 2014 | 2017 | 2019 | 2022 | 2024 |